# Pic de Carroi
El Pic de Carroi és una muntanya de 2.334 situada entre les parròquies d'Andorra la Vella i la Massana, a Andorra.